# Philippe Clement
Philippe Clement, né le 22 mars 1974 à Anvers en Belgique, est un ancien footballeur international belge qui a évolué aux postes de milieu de terrain et défenseur de 1990 à 2010, reconverti en entraîneur. 
Il débute au niveau professionnel dans les clubs belges du Beerschot et de Genk entre 1992 et 1998. Il rejoint alors Coventry en Angleterre pour une saison. Clement passe ensuite dix saisons au Club Bruges, entre 1999 et 2009, où il participe à plus de 350 matches. Sur le plan international, Clement totalise 38 sélections avec l’équipe nationale de Belgique entre 1998 et 2007 et inscrit un but.

## Biographie

### Joueur

#### Débuts en club (années 1990)
Natif d'Anvers, Philippe Clement y fait ses gammes, au club du K. Beerschot VAC à 18 ans en 1992. Lancé au poste de milieu de terrain défensif, il fait ses armes durant trois saisons.
En 1995, Clement rejoint le KRC Genk. Il aide le club à se hisser en première division et, lors de la saison 1997-1998, devient international belge et dispute la Coupe du monde à l'été 1998.
En 1998, après une bonne saison à Genk et la Coupe du monde, il rejoint Coventry City en Premier league anglaise. Des blessures à répétition l'empêchent de s'imposer et Clement ne dispute que douze rencontres avec Coventry. En fin de saison, il part au Club Bruges.

#### Dix saisons au Club Bruges (années 2000)
Arrivé au Club Bruges, Philippe Clement remplace tout d'abord Eric Addo comme milieu défensif.
La seconde saison, avec l'arrivée de Timmy Simons, Clement est repositionné comme défenseur central. Auteur de seulement quatre buts en sept saisons depuis le début de sa carrière, il marque alors davantage.
En juin 2007, il intéresse le AO Xanthi alors coaché par Emilio Ferrera mais il décide finalement de rester fidèle au Club Bruges. Il reste un élément très important du club et en décembre 2007, il prolonge son contrat d'une saison, jusqu'en juin 2009.
À l'été 2009, Philippe Clement n'entre pas dans les plans du nouvel entraîneur de Bruges, Adrie Koster. Après dix saisons et 353 matches officiels (51 buts) au club et à un an de la fin de son contrat, Clement quitte le club alors qu'il lui reste un an de contrat. Philippe Clement signe pour deux ans au Germinal Beerschot et retourne donc au stade du Kiel à Anvers, où il commence sa carrière en 1992 sous le maillot du Beerschot VAC.
Il prend sa retraite le 7 mai 2011 à l'âge de 37 ans et se reconvertit en entraîneur.

#### En équipe nationale (1998-2007)

Compositions du 1er match du Mondial 98 contre les Pays-Bas.

Début 1998, Philippe Clement est sélectionné par Georges Leekens et devient international belge. Il dispute son premier match le 25 mars 1998 en amical contre la Norvège (2-2). Il dispute deux autres rencontres amicales avec la Belgique fin avril puis fin mai pour le Tournoi Hassan II.
Clement est ensuite membre de l'équipe de Belgique à la Coupe du monde 1998 en France. Titulaire d'entrée de compétition en défense face aux Pays-Bas (0-0) et lors du troisième match de poule face à la Corée du Sud (1-1), Philippe Clement participe à ce que la Belgique ne perde aucune rencontre en phase de groupe. Pour autant, avec trois matchs nuls (2-2 lors du second match contre le Mexique), les Diables rouges ne sont pas qualifiés pour la phase finale.
Cadre du Club Bruges, Philippe Clement ne connaît ensuite que deux sélections durant la saison 1998-1999 et autant en 1999-2000.
À l'été 2000, Clement fait partie de la sélection belge de Robert Waseige prenant part au Championnat d'Europe organisé en Belgique et aux Pays-Bas. Mais, barré par le binôme Vanderhaeghe-Wilmots au milieu de terrain et celui Staelens-Valgaeren en défense, Philippe ne prend part à aucun match et observe depuis le banc l'élimination de son équipe dès le premier tour. Clement n'est ensuite utilisé qu'à une seule reprise par Waseige sur la saison 2000-2001.
N'ayant pris part à aucune rencontre des qualifications pour la Coupe du monde 2002, Clement est sélectionné pour disputer les barrages face à la République tchèque en novembre 2001. Il participe aux deux victoires 1-0 et à la qualification.
Son seul but en sélection nationale date du 7 juin 2003 face à la Bulgarie, dans un match comptant pour la qualification à l'Euro 2004 (score final 2-2).
Clement totalise 38 sélections avec les Diables Rouges et un but inscrit.

### Entraîneur

#### Adjoint et intérimaire du FC Bruges
Dès la fin de sa carrière de joueur, à l'été 2011, Philippe Clement devient responsable des U21 du Club Bruges. Aimé Anthuenis, son entraîneur à Genk en 1998-1999 et un de ses mentors, se rappelle : « A Genk comme chez les Diables, j’avais remarqué qu’il était prédisposé pour la fonction. Il se montrait intéressé, posait des questions, donnait son avis, se comportait en leader et avait un grand sens du collectif ».

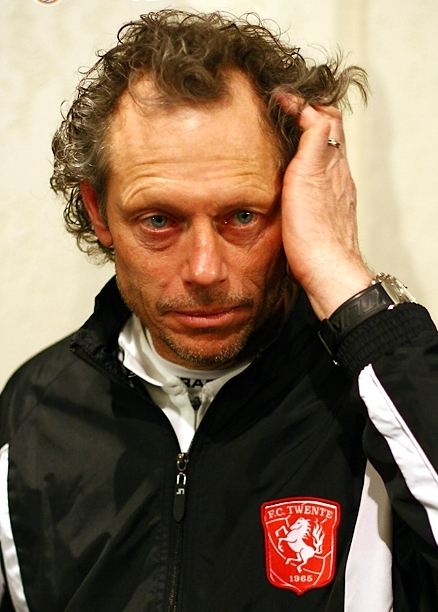
Clement passe quatre saisons comme adjoint de Michel Preud'homme à Bruges.

Pour la saison 2012-2013, Philippe Clement devient entraîneur adjoint de l'équipe première du Club Bruges. Dès novembre 2012, il connaît sa première expérience de responsable sur un banc professionnel et assure l’intérim entre le limogeage de Georges Leekens et la nomination de Juan Carlos Garrido. Il devient ensuite l’adjoint de ce dernier. En septembre 2013, il assure un nouvel intérim puis reste adjoint à la suite de la nomination de Michel Preud'homme, et cela jusqu’à la fin de la saison 2016-2017. 
Le bilan de ces années est globalement réussi pour Clement et son club, avec trois titres (Coupe de Belgique 2015, puis Championnat et Supercoupe en 2016), quatre deuxièmes et une troisième place de Jupiler Pro League.

#### Coach principal à Beveren puis Genk
Pour la saison 2017-2018, Philippe Clement devient le nouvel entraîneur principal de Waasland-Beveren. Il y signe un contrat de trois ans. Pour la première fois depuis sa promotion parmi l'élite, le club ne lutte pas pour le maintien et peut même prétendre aux play-offs 1. Ces bons résultats (1,41 point de moyenne) attirent l'attention des grands clubs belges.
Le 18 décembre 2017, il décide de quitter Waasland-Beveren et accepte de devenir le nouvel entraîneur du KRC Genk, qui lutte pour une place en play-offs 1. Clement signe un contrat à durée indéterminée avec Genk. Avec son ancien club en tant que joueur, il est sacré champion de Belgique 2018-2019,, au terme de son premier exercice complet à la tête de l'équipe.

#### Confirmation à la tête de Bruges
Le 24 mai 2019, Philippe Clement quitte le club nouvellement champion et prend la tête du vice-champion, Club Bruges. Il qualifie aussitôt le club pour une participation aux poules de la Ligue des champions et réussit ainsi la performance de qualifier deux clubs pour la Ligue des champions (KRC Genk et Club Bruges) en l'espace d'environ trois mois. À l'automne 2019, son équipe réussit à obtenir le nul chez le Real Madrid en Coupe d'Europe (2-2). Dès sa première saison, avec 2,41 pts de moyenne, Clement est champion de Belgique 2019-2020 , son second titre consécutif sur le plan personnel.
Lors de la saison 2020-2021, Bruges et son entraîneur dominent la phase régulière avec seize point d'avance devant leur dauphin Antwerp. Bruges ne lâche pas en play-offs et remporte le titre de champion de Belgique pour la seconde année consécutive (le troisième de suite pour Clement), à une journée du terme de la phase finale. Il ne s'agit que de la seconde fois dans l'histoire du club qu'il soit titré deux années de suite (1976-1977).
À la suite du titre de champion 2021, à un an du terme de son contrat, Philippe Clement signe un contrat à durée indéterminée, rare dans le football, avec le Club Bruges,. En phase de groupe de Ligue des champions, il réalise un remarqué 1-1 contre le Paris SG.

#### AS Monaco
Le 3 janvier 2022, Philippe Clement quitte le Club Bruges après 3 saisons et rejoint le club de la principauté l'AS Monaco en qualité d'entraîneur principal après le départ de Niko Kovač. Il y signe un contrat de deux ans et demi, allant jusqu'en juin 2024.
Il est démis de ses fonctions le 4 juin 2023. 

#### Glasgow Rangers
En octobre 2023, il retrouve un poste d'entraîneur au Rangers Football Club après quelques mois d'inactivité. Il signe un contrat de 3 ans et demi.
Début 2025, Clement est sur la sellette à cause de l'écart de point atteint avec le Celtic FC qui occupe la tête du classement et après avoir perdu la finale de la Coupe de la Ligue écossaise face au même Celtic. Le 24 février 2025, il est remercié par les Rangers à la suite de la défaite de trop contre St Mirren.

## Style de jeu

### Joueur
Véritable menace aérienne pour ses adversaires grâce à sa taille, Philippe Clement évolue d'abord au poste de milieu de terrain défensif. En 2000, il recule en défense centrale. Auteur de seulement quatre buts en sept saisons depuis le début de sa carrière, il marque alors davantage.
Philippe Clement est surtout réputé pour son excellent jeu de tête aussi bien défensif que offensif. Son jeu au pied et sa vitesse laissant parfois à désirer, Clement est malgré tout devenu incontournable au Club Bruges.

### Entraîneur
Philippe Clement est loué pour le jeu offensif de ses équipes. Alors à la tête du Club Bruges, il explique dans une interview à France Football, en novembre 2020 : « Nous, nous essayons de jouer de manière offensive, mais sans être naïfs pour autant. Notre job c’est de donner des pistes, des solutions aux joueurs pour qu’ils puissent se créer des occasions. (...) Peu importe l’adversaire, on passe beaucoup de temps à l’analyser. On regarde beaucoup de matches avec le staff puis on donne quelques morceaux aux joueurs. Toujours dans cette logique d’identifier les espaces à attaquer ». Le consultant belge Philippe Albert résume en 2021 : « C’est un football offensif, dans le camp adverse, avec pressing haut et récupération rapide, un jeu en mouvement ».
Clement a aussi remarqué pour ses qualités humaines. Sa gestion des effectifs est louée par les clubs où il est passé. Le journaliste belge précise en 2021 : « C’est avant tout un excellent people manager. Pas seulement parce qu’il a du charisme, de l’autorité naturelle. Mais aussi par ses qualités humaines. Il s’intéresse à ses joueurs, y compris dans leur vie privée, notamment les étrangers ». Son joueur à Bruges Clinton Mata ajoute : « Il s’occupe autant des réservistes que des titulaires, c’est très important. Et un joueur un peu en retrait, ou en méforme, ou pas bien dans sa peau, il va y être attentif ».
À Bruges, sa capacité à faire progresser la jeune génération a été particulièrement remarquée, notamment pour Noa Lang, Charles De Ketelaere ou Stanley Nsoki. En un an et demi à Genk, il révèle aussi Joakim Mæhle et Leandro Trossard.

## Statistiques

### Par saison
Du Beerschot au GBA en passant par Genk, Coventry, le Club de Bruges et l’équipe nationale, Philippe Clement dispute pas moins de 550 matchs professionnels.
| Saison                | Club                   | Championnat           | Championnat | Championnat | Coupe(s) nationale(s) | Coupe(s) nationale(s) | Supercoupe | Supercoupe | Compétition(s) continentale(s) | Compétition(s) continentale(s) | Compétition(s) continentale(s) | Belgique | Belgique | Total | Total |
| Saison                | Club                   | Division              | M.          | B.          | M.                    | B.                    | M.         | B.         | Comp.                          | M.                             | B.                             | M.       | B.       | M.    | B.    |
| 1992-1993             | Beerschot VAC          | Division 2            | 6           | -           | -                     | -                     | -          | -          | -                              | -                              | -                              | -        | -        | 6     | 0     |
| 1993-1994             | Beerschot VAC          | Division 2            | 8           | 1           | -                     | -                     | -          | -          | -                              | -                              | -                              | -        | -        | 8     | 1     |
| 1994-1995             | Beerschot VAC          | Division 2            | 34          | -           | -                     | -                     | -          | -          | -                              | -                              | -                              | -        | -        | 34    | 0     |
| Sous-total            | Sous-total             | Sous-total            | 48          | 1           | 0                     | 0                     | 0          | 0          | -                              | 0                              | 0                              | 0        | 0        | 48    | 1     |
| 1995-1996             | KRC Genk               | Division 2            | 33          | 1           | -                     | -                     | -          | -          | -                              | -                              | -                              | -        | -        | 33    | 1     |
| 1996-1997             | KRC Genk               | D1                    | 23          | -           | -                     | -                     | -          | -          | -                              | -                              | -                              | -        | -        | 23    | 0     |
| 1997-1998             | KRC Genk               | D1                    | 30          | 2           | -                     | -                     | -          | -          | C4                             | 3                              | -                              | 7        | -        | 40    | 2     |
| Sous-total            | Sous-total             | Sous-total            | 86          | 3           | 0                     | 0                     | 0          | 0          | -                              | 3                              | 0                              | 7        | 0        | 96    | 3     |
| 1998-1999             | Coventry City          | Premier League        | 11          | -           | 4                     | -                     | -          | -          | -                              | -                              | -                              | 2        | -        | 17    | 0     |
| 1999-2000             | Club Bruges KV         | D1                    | 31          | 4           | -                     | -                     | -          | -          | C3                             | 3                              | -                              | 2        | -        | 36    | 4     |
| 2000-2001             | Club Bruges KV         | D1                    | 16          | 4           | -                     | -                     | -          | -          | C3                             | 1                              | -                              | 1        | -        | 18    | 4     |
| 2001-2002             | Club Bruges KV         | D1                    | 32          | 6           | 1                     | -                     | -          | -          | C3                             | 8                              | 1                              | 5        | -        | 46    | 7     |
| 2002-2003             | Club Bruges KV         | D1                    | 28          | 4           | -                     | -                     | 1          | -          | C1+C3                          | 8+2                            | -                              | 2        | 1        | 41    | 5     |
| 2003-2004             | Club Bruges KV         | D1                    | 31          | 4           | 1                     | -                     | 1          | -          | C1+C3                          | 8+4                            | -                              | 7        | -        | 52    | 4     |
| 2004-2005             | Club Bruges KV         | D1                    | 25          | 4           | 7                     | 1                     | 1          | -          | C1+C3                          | 4+5                            | 0+1                            | 7        | -        | 49    | 6     |
| 2005-2006             | Club Bruges KV         | D1                    | 22          | 6           | -                     | -                     | 1          | -          | C1+C3                          | 6+1                            | -                              | 2        | -        | 32    | 6     |
| 2006-2007             | Club Bruges KV         | D1                    | 29          | 2           | 2                     | 1                     | -          | -          | C3                             | 7                              | 1                              | 3        | -        | 41    | 4     |
| 2007-2008             | Club Bruges KV         | D1                    | 20          | 2           | -                     | -                     | 1          | -          | C3                             | 2                              | 1                              | -        | -        | 23    | 3     |
| 2008-2009             | Club Bruges KV         | D1                    | 22          | 3           | 1                     | 1                     | -          | -          | C3                             | 5                              | 1                              | -        | -        | 28    | 5     |
| Sous-total            | Sous-total             | Sous-total            | 256         | 39          | 12                    | 3                     | 5          | 0          | -                              | 64                             | 5                              | 31       | 1        | 368   | 48    |
| 2009-2010             | KFC Germinal Beerschot | D1                    | 26+2        | 2+0         | 4                     | -                     | -          | -          | -                              | -                              | -                              | -        | -        | 32    | 2     |
| 2010-2011             | KFC Germinal Beerschot | D1                    | 28+1        | -           | 4                     | -                     | -          | -          | -                              | -                              | -                              | -        | -        | 33    | 0     |
| Sous-total            | Sous-total             | Sous-total            | 57          | 2           | 8                     | 0                     | 0          | 0          | -                              | 0                              | 0                              | 0        | 0        | 65    | 2     |
| Total sur la carrière | Total sur la carrière  | Total sur la carrière | 458         | 45          | 24                    | 3                     | 5          | 0          | -                              | 62                             | 5                              | 38       | 1        | 587   | 54    |

### En équipe nationale
| Détails des matchs internationaux de Philippe Clement | Détails des matchs internationaux de Philippe Clement | Détails des matchs internationaux de Philippe Clement | Détails des matchs internationaux de Philippe Clement | Détails des matchs internationaux de Philippe Clement | Détails des matchs internationaux de Philippe Clement | Détails des matchs internationaux de Philippe Clement |
| #                                                     | Date                                                  | Domicile                                              | Extérieur                                             | Score                                                 | Compétition                                           | Performance                                           |
| ----------------------------------------------------- | ----------------------------------------------------- | ----------------------------------------------------- | ----------------------------------------------------- | ----------------------------------------------------- | ----------------------------------------------------- | ----------------------------------------------------- |
| 38                                                    | 6 juin 2007                                           | Finlande                                              | Belgique                                              | 2 - 0                                                 | élim. Euro 2008 - grp. A                              |                                                       |
| 37                                                    | 2 juin 2007                                           | Belgique                                              | Portugal                                              | 1 - 2                                                 | élim. Euro 2008 - grp. A                              |                                                       |
| 36                                                    | 24 mars 2007                                          | Portugal                                              | Belgique                                              | 4 - 0                                                 | élim. Euro 2008 - grp. A                              |                                                       |
| 35                                                    | 1er mars 2006                                         | Luxembourg                                            | Belgique                                              | 0 - 2                                                 | A                                                     |                                                       |
| 34                                                    | 17 août 2005                                          | Belgique                                              | Grèce                                                 | 2 - 0                                                 | A                                                     |                                                       |
| 33                                                    | 4 juin 2005                                           | Serbie-et-Monténégro                                  | Belgique                                              | 0 - 0                                                 | élim. Mondial 2006 - grp. 7                           |                                                       |
| 32                                                    | 26 mars 2005                                          | Belgique                                              | Bosnie-Herzégovine                                    | 4 - 1                                                 | élim. Mondial 2006 - grp. 7                           |                                                       |
| 31                                                    | 9 février 2005                                        | Égypte                                                | Belgique                                              | 4 - 0                                                 | A                                                     |                                                       |
| 30                                                    | 17 novembre 2004                                      | Belgique                                              | Serbie-et-Monténégro                                  | 0 - 2                                                 | élim. Mondial 2006 - grp. 7                           |                                                       |
| 29                                                    | 9 octobre 2004                                        | Espagne                                               | Belgique                                              | 2 - 0                                                 | élim. Mondial 2006 - grp. 7                           |                                                       |
| 28                                                    | 4 septembre 2004                                      | Belgique                                              | Lituanie                                              | 1 - 1                                                 | élim. Mondial 2006 - grp. 7                           |                                                       |
| 27                                                    | 18 août 2004                                          | Norvège                                               | Belgique                                              | 2 - 2                                                 | A                                                     |                                                       |
| 26                                                    | 29 mai 2004                                           | Pays-Bas                                              | Belgique                                              | 0 - 1                                                 | A                                                     |                                                       |
| 25                                                    | 28 avril 2004                                         | Belgique                                              | Turquie                                               | 2 - 3                                                 | A                                                     |                                                       |
| 24                                                    | 31 mars 2004                                          | Allemagne                                             | Belgique                                              | 3 - 0                                                 | A                                                     |                                                       |
| 23                                                    | 18 février 2004                                       | Belgique                                              | France                                                | 0 - 2                                                 | A                                                     |                                                       |
| 22                                                    | 11 octobre 2003                                       | Belgique                                              | Estonie                                               | 2 - 0                                                 | élim. Euro 2004 - grp. 8                              |                                                       |
| 21                                                    | 10 septembre 2003                                     | Belgique                                              | Croatie                                               | 2 - 1                                                 | élim. Euro 2004 - grp. 8                              |                                                       |
| 20                                                    | 20 août 2003                                          | Belgique                                              | Pays-Bas                                              | 1 - 1                                                 | A                                                     |                                                       |
| 19                                                    | 11 juin 2003                                          | Belgique                                              | Andorre                                               | 3 - 0                                                 | élim. Euro 2004 - grp. 8                              |                                                       |
| 18                                                    | 7 juin 2003                                           | Bulgarie                                              | Belgique                                              | 2 - 2                                                 | élim. Euro 2004 - grp. 8                              | But inscrit                                           |
| 17                                                    | 17 avril 2002                                         | Belgique                                              | Slovénie                                              | 1 - 1                                                 | A                                                     |                                                       |
| 16                                                    | 27 mars 2002                                          | Grèce                                                 | Belgique                                              | 3 - 2                                                 | A                                                     |                                                       |
| 15                                                    | 13 février 2002                                       | Belgique                                              | Norvège                                               | 1 - 0                                                 | A                                                     |                                                       |
| 14                                                    | 14 novembre 2001                                      | Tchéquie                                              | Belgique                                              | 0 - 1                                                 | élim. Mondial 2002 - barrage retour                   | Averti                                                |
| 13                                                    | 10 novembre 2001                                      | Belgique                                              | Tchéquie                                              | 1 - 0                                                 | élim. Mondial 2002 - barrage aller                    |                                                       |
| 12                                                    | 25 avril 2001                                         | Tchéquie                                              | Belgique                                              | 1 - 1                                                 | A                                                     |                                                       |
| 11                                                    | 26 avril 2000                                         | Norvège                                               | Belgique                                              | 0 - 2                                                 | A                                                     |                                                       |
| 10                                                    | 13 novembre 1999                                      | Italie                                                | Belgique                                              | 1 - 3                                                 | A                                                     |                                                       |
| 9                                                     | 3 février 1999                                        | Chypre                                                | Belgique                                              | 0 - 1                                                 | A                                                     | Averti                                                |
| 8                                                     | 18 novembre 1998                                      | Luxembourg                                            | Belgique                                              | 0 - 0                                                 | A                                                     |                                                       |
| 7                                                     | 25 juin 1998                                          | Belgique                                              | Corée du Sud                                          | 1 - 1                                                 | Coupe du monde 1998 - grp. E                          |                                                       |
| 6                                                     | 13 juin 1998                                          | Pays-Bas                                              | Belgique                                              | 0 - 0                                                 | Coupe du monde 1998 - grp. E                          |                                                       |
| 5                                                     | 6 juin 1998                                           | Belgique                                              | Paraguay                                              | 1 - 0                                                 | A                                                     |                                                       |
| 4                                                     | 3 juin 1998                                           | Belgique                                              | Colombie                                              | 2 - 0                                                 | A                                                     | Averti                                                |
| 3                                                     | 27 mai 1998                                           | Belgique                                              | France                                                | 0 - 1                                                 | A                                                     |                                                       |
| 2                                                     | 22 avril 1998                                         | Belgique                                              | Roumanie                                              | 1 - 1                                                 | A                                                     |                                                       |
| 1                                                     | 25 mars 1998                                          | Belgique                                              | Norvège                                               | 2 - 2                                                 | A                                                     |                                                       |

## Palmarès

### Palmarès de joueur

#### En club
Vainqueur de la Coupe de Belgique en 1998 avec Genk, Philippe Clement est champion national à deux reprises (2003 et 2005) et remporte trois Coupes belges (2002, 2004 et 2007) avec le FC Bruges,.
| - Championnat de Belgique (2) - Champion : 2003 et 2005 (Bruges) - Vice-champion : 2000, 2001, 2002, 2004 (Bruges) | - Coupe de Belgique (4) - Vainqueur : 1998 (Genk), 2002, 2004 et 2007 (Bruges) - Finaliste : 2005 (Bruges) | - Supercoupe de Belgique (4) : - Vainqueur : 2002, 2003, 2004 et 2005 (Bruges) - Perdant : 2007 (Bruges) |

#### Distinctions personnelles en tant que joueur
Philippe Clement est nommé à huit reprises pour le Soulier d'or belge. Son meilleur classement est la septième position obtenue à deux reprises 2003 et 2004.
| Année    | 1997 | 1998 | 1999 | 2000 | 2001 | 2002 | 2003 | 2004 | 2005 | 2006 | 2007 | 2008 |
| Résultat | 32e  | -    | -    | -    | -    | 34e  | 7e   | 7e   | 40e  | 39e  | 19e  | 31e  |

### Palmarès d'entraîneur

#### En club
Aux commandes du Club Bruges, Clement est champion en 2020 et 2021.
| Continental | National | Individuel |
| ----------- | --- | --- |
| Néant       | - Championnat de Belgique (3) - Champion : 2019 (Genk), 2020 et 2021 (Bruges) - Coupe de Belgique - Finaliste : 2018 (Genk) et 2020 (Bruges) - Supercoupe de Belgique (1) - Vainqueur : 2021 (Bruges) - Coupe de la Ligue - Finaliste : 2024 (Rangers) | - Entraîneur de l'année Het Laatste Nieuws (2) - Vainqueur : 2019 et 2020 - Entraîneur de l'année Pro League (1) - Vainqueur : 2019 |

#### Distinctions personnelles en tant qu'entraîneur
Sur le plan individuel, il est élu meilleur entraîneur de Belgique par ses pairs en 2019 et par le journal HLM en 2019 et 2020.